# 12716 Delft
12716 Delft eller 1991 GD8 är en asteroid i huvudbältet som upptäcktes den 8 april 1991 av den belgiske astronomen Eric W. Elst vid La Silla-observatoriet. Den är uppkallad efter den nederländska staden Delft.
Den tillhör asteroidgruppen Eos.